# Agilolfingi
Agilolfingi so bili plemiška rodbina, ki je približno od leta 550 do 788 v imenu merovinških frankovskih kraljev vladala v Vojvodini Bavarski. Mlajša veja Agilolfingov je od leta 616 do 712 s presledki vladala tudi v Langobardskem kraljestvu. V bavarskem plemenskem zakoniku Lex Baiuvariorum, zbranem okoli leta 743, so Agilolfingi omenjeni kot vodilna bavarska dinastija s sedežem v Regensburgu.
Eponimni ustanovitelj dinastije je bil Agilulf (Agilwulfaz), pol legendarni svebski knez, potomec svebskega kralja Galicije Hermerika. Agilulf bi lahko bil istoveten z nekim Agilulfom, oskrbnikom vizigotskega kralja Teoderika II., usmrčenim leta 457.
Prvi vojvoda iz agilolfinške dinastije v nemškem zgodovinopisju je bil Garibald I.  (Gariwald). Sodobni zgodovinarji v to dvomijo in za prvega potrjenega bavarskega vojvodo štejejo Tasila I., ki je vladal od leta 591 do 610.
Agilolfingi so bili tesno povezani z Merovingi. Zaradi teh povezav so se tudi oni upirali vzponu  karolinških majordomov, zaradi česar so jih slednji leta 788 odstavili.

## Vladarji Bavarske
- Garibald I., vojvoda Bavarske 548–591
- Tasilo I., kralj Bavarske 591–610
- Garibald II., vojvoda Bavarske 610–630
- Teodo, vojvoda Bavarske 680–716
- Lantpert, Teodov sin, morilec Emerama Regensburškega
- Uta, Teodova hčerka
- Teodbert, Teodov sin, vojvoda v Salzburga okoli 702–719
- Teobald, Teodov sin, vojvoda v Regensburgu okoli 711–719
- Tasilo II., Teodov sin, vojvoda v Passauu okoli 716–719
- Grimoald, Teodov sin, vojvoda v   Freisingu okoli 716–725, kasneje vladar cele Bavarske
- Hugbert, Teodbertov sin, vojvoda Bavarske 725–737
- Odilo, sin Gotfrida Alemanskega, vojvoda Bavarske 737–748
- Grifo, 748 (pol karolinški uzurpator)
- Tasilo III., Odilov sin, vojvoda Bavarske 748–788, katerega je odstavil Karel Veliki
- Teodo, sin Tasila III., ki je postal menih

## Vladarji Italije
- Gundoald, vojvoda Astija, sin Garibalda I.
- Teodelinda, hčerka Garibalda I. Bavarskega, kraljica Langobardov
- Adaloald, sin Agilulfa in Teodelinde, kralj Langobardov  616-626
- Gundeberga, hčerka Agilulfa in Teodelinde, poročena s kraljem Arioaldom
- Aripert I., sin Gundoalda, kralj Langobardov 653–661
- Godepert, starejši Aripertov sin, kralj Langobardov 661–662 skupaj z
- Bertarijem, mlajšim Aripertov sinom, kraljem Langobardov 661–662 in 672–688
- Kunikpert, Bertarijev sin, kralj Langobardov  688–700
- Liutpert, Kunikpertov sin, kralj Langobardov  700–701
- Raginpert, Godepertov sin, kralj Langobardov  701
- Aripert II., Raginpertov sin, kralj Langobardov 701–712

## Avstrazijski dvor
- Krodoald, plemič na dvoru Dagoberta I., ubit leta 624
- Fara, nasprotnica Sigiberta III.